# Euragallia major
Euragallia major är en insektsart som beskrevs av Lethierry 1890. Euragallia major ingår i släktet Euragallia och familjen dvärgstritar. Utöver nominatformen finns också underarten E. m. breviata.